# Kwas melilotowy
Kwas melilotowy – organiczny związek chemiczny z grupy kwasów fenolowych. Jest substancją antyodżywczą. Występuje m.in. w Melilotus officinalis, Dipteryx odorata, Polygonum bistorta, Gliricidia sepium, Erythrina variegata, Moringa oleifera i Tribulus terrestris.